# Kazimierz Wyszyński
Kazimierz Wyszyński, M.I.C. (řeholním jménem: Kazimír od svatého Josefa; 19. srpna 1700 Jeziora Wielkie – 21. října 1755 Chacim) byl polský římskokatolický duchovní, řeholník a člen Kongregace kněží mariánů.

## Život
Narodil se 19. srpna 1700 v Jezioře Wielkie do šlechtické rodiny Jana Kazimierze Wyszyńského a Jadwigy Rogaly rozené Zawadzké. Měl sedm sourozenců. Jeho bratr Andrzej Jan se stal piaristou a další bratr Jan lazaristou. Jeho strýc Paulin Wyszyński byl dominikánským knězem. Rod Wyszyńských pocházel z Čech a ve 13. století přešel do Polska, do oblasti Sieradz. 
Když mu byly dva roky, byla jeho rodina nucena opustit své panství v důsledku invaze švédských vojsk během severní války. Roku 1708 se vrátili na panství. Poté byl spolu se svým bratrem Janem poslán do piaristické školy v Góra Kalwaria, kde byl rektorem jeho strýc. Podle dobových svědectví nebyl pilným studentem, protože místo studia trávil čas v modlitbě. Později byl poslán na studia do Varšavy. Během studií se kvůli otcově přísnosti rozhodl utéct a vydat se na pouť do Říma. Rodiče jeho plán zhatili. Jeho otec ho poslal do městské kanceláře ve Varšavě, kde se mohl připravovat na právnické povolání. V průběhu přípravy slíbil, že se vydá na pouť k hrobu svatého Jakuba v Santiagu de Compostela ve Španělsku. Navzdory svému otci se na tuto pouť vydal a v říjnu 1721 dorazil do Říma, odkud pokračoval v cestě se skupinou poutníků. Na francouzsko-španělské hranici onemocněl a na doporučení lékaře se vrátil do Říma. Zde změnil svůj poutní slib za konání charitativního díla a návštěvu římských kostelů. Roku 1723 dočasně pracoval v solných dolech spravovaných Svatým stolcem a poté jako právnický koncipient.
Klíčovým okamžikem v jeho životě bylo náhodné setkání s otcem Joachimem Kozłowským z Kongregace kněží mariánů. Dozvěděl se od něj, že jeho bratr Józef opustil vojenskou službu a vstupem do kongregace způsobil mnoho škod. Kazimierz se rozhodl vstoupit do této kongregace, aby napravil chyby svého bratra. Poté se vrátil do Polska.
Dne 18. listopadu 1723 oblékl řeholní hábit a přijal řeholní jméno Kazimír od svatého Josefa. Řeholní sliby složil 19. března 1725. Dne 31. března 1725 přijal v katedrále svatého Jana Křtitele ve Varšavě čtyři nižší svěcení, 22. prosince subdiakonát a poté 16. března 1726 diakonát. Kněžské svěcení přijal 20. dubna 1726 z rukou biskupa Jana Joachima Tarło.
Po vysvěcení zastával funkci novicmistra. V letech 1731–1734 pobýval v Římě v kostele Santa Maria in Aracoeli. Po návratu do Polska přednášel morální teologii a 12. prosince 1737 byl zvolen generálním představeným kongregace. Tuto funkci zastával až do 8. srpna 1741, kdy se stal převorem kláštera v Góra Kalwaria.
Usiloval o beatifikaci zakladatele kongregace Stanisława Papczyńského a přispěl ke zvýšení počtu řeholníků (včetně Čechů). Dne 19. června 1747 byl opět zvolen generálním představeným. V letech 1750–1753 zastával úřad generálního prokurátora kongregace v Římě. Tam se dozvěděl o možnosti zahájení mariánské misie v Portugalsku, kam dorazil v říjnu 1753 spolu s otcem Benonem Bujalskim. Prvním Portugalcem mariánem se stal João de Deus da Conceição. V dubnu 1755 založil klášter na kopci Balsamão v Chacimu.
Zemřel 21. října 1755 kolem 3.00 ráno. Pohřben byl v klášterním kostele.

## Proces svatořečení
Proces byl zahájen 15. ledna 1780 v diecézi Bragança-Miranda. Dne 21. prosince 1989 uznal papež Jan Pavel II. jeho hrdinské ctnosti.